# Estadio Eduardo Gallardón
El Estadio Eduardo Gallardón es un recinto de fútbol, ubicado en la avenida Santa Fe, en Lomas de Zamora, provincia de Buenos Aires, propiedad del Club Atlético Los Andes. Fue inaugurado el 28 de septiembre de 1940 con una capacidad para 35.000 espectadores y ese mismo día jugaron Los Andes y Temperley por el campeonato de Segunda División. 
Cabe destacar que estando en la segunda categoría del fútbol argentino, Primera Nacional, el estadio lomense tiene más capacidad que algunos estadios de Primera División, superando a Banfield, Estudiantes de La Plata, Gimnasia La Plata, Defensa y Justicia, Sarmiento, Unión de Santa Fe, Atlético Tucumán, Platense, Tigre, Aldosivi, Central Córdoba, Godoy Cruz, Barracas Central y Argentinos Juniors.
A unos pocos metros del estadio se encuentran además el microestadio del club, donde se practican diversos deportes, el complejo educativo de la institución que da a la Avenida Santa Fe y el complejo polideportivo con seis canchas de tenis, y canchas de césped sintético que tienen su acceso sobre la calle Portela.

## Historia
Al principio, el estadio tenía una tribuna de cemento de 16 escalones, a la que posteriormente se le agregaron en la parte central otros 16 para construirse las plateas. Entre 1950 y 1951 se amplió la tribuna oficial, anexando 21 gradas más por 65,30 m de largo.
En 1960, cuando se produjo el primer ascenso del Los Andes a la máxima categoría del fútbol argentino, comenzó a construirse la actual tribuna local que fue símbolo la campaña de "la bolsa de cemento", mediante la cual los socios y simpatizantes donaban una bolsa de cemento y contribuían al engrandecimiento del club.
El 8 de marzo de 1980, el estadio fue bautizado con el nombre de Eduardo Gallardón en homenaje al padre de la institución y uno de los personajes más representativos en la historia del club. También, se impuso el nombre de Juan De Grazia al sector "A" de plateas, y el de Hector Bernardi al sector "B", en reconocimiento de gratitud y recuerdo a las memorias de quienes colaboraron en la institución albirroja durante muchos años.

## Remodelaciones

### Reformación del estadio
En 1992, se ampliaron y refaccionaron las plateas y se construyó el actual foso. Al ascender a la Primera División en 2000, el club realizó una serie de reformas en su estadio que fueron inauguradas el 25 de febrero de 2001. Debido a eso Los Andes jugó de local la mitad del Torneo Apertura 2000 en el Estadio de Lanús.

### Cabecera Sur
Entre junio y julio de 2007 se construyó la tribuna Cabecera Sur, con capacidad para 3000 personas, siendo inaugurada en un partido amistoso contra Independiente, como parte de los festejos de los 90 años del "Milrayitas". El estadio posee una capacidad de 29.000 personas, siendo el más grande de Lomas de Zamora.

### Iluminación y otras obras
En el 2013 Los Andes inaugura el nuevo sistema de Iluminación Nocturna del estadio en el partido contra San Telmo por la Primera B.
A fines del 2014 el club comenzó las obras para agregar tres aulas del colegio secundario "Ejército de Los Andes" en el terreno detrás del arco que da con las canchas de Tenis. A futuro se prevé que dichas aulas tendrán arriba unos palcos para ver los partidos. La obra de las aulas finalizó a principios de marzo de 2017.
La vuelta olímpica más reciente que se hizo en el estadio fue el 19 de noviembre del año 2014, en el que Los Andes derrotó a Almagro por 3 a 1 y de esa manera ascendió a la Primera B Nacional después de 4 años en la B Metropolitana.
El 1 de enero de 2017, se celebró en el estadio los 100 años de la institución, donde se reinauguró la tribuna Boedo  con el nombre de "Tribuna Jorge Ginarte", en homenaje al último DT del club que logró el ascenso a Primera, en tanto que a la tribuna "Portela" se la bautizó como 'Tribuna Familia Da Graca' en homenaje a Manuel, Abel y Hernán Da Graca quienes jugaron y ascendieron defendiendo la camiseta del club (en 1938, 1967 y 1994 respectivamente), a su vez la tribuna "Cabecera Sur" (inaugurada en 2007 en ocasión del 90° aniversario del club) fue rebautizada como 'Tribuna Centenario'.

## Acontecimientos

### Recitales
El estadio fue sede del último recital de Sumo, el 20 de diciembre de 1987, siendo la última aparición en público de Luca Prodan antes de su fallecimiento dos días después.

### Cine
Este estadio hace una pequeña aparición en la película Sobredosis de 1986, dirigida por Fernando Ayala y protagonizada por Federico Luppi.

### Partidos importantes en el Gallardón
A medida que pasaron los años, Los Andes tuvo momentos gloriosos que se vivieron en el Eduardo Gallardón como los siguientes:
- Los Andes 3 - 0 Argentinos Juniors por el Campeonato de Primera División 1961 (primer triunfo de local en primera división)
- Los Andes 2 - 0 Quilmes por la Primera B Nacional 1999/2000 (final del reducido para el segundo ascenso)
- Los Andes 2 - 1 Temperley por el Campeonato Primera B Metropolitana 2004/2005 (primer clásico disputado en el Gallardón después de 4 años)
- Los Andes 3 - 2 Independiente Santa Fe por un amistoso en el 2006 (primer partido con un equipo extranjero en el Gallardón)
- Los Andes 1 - 0 Nueva Chicago por el Campeonato Primera B Metropolitana 2007/2008 (final de ida por el segundo ascenso)
- Los Andes 2 - 1 Trinidad y Tobago por un amistoso en el 2009 (primer partido frente a un Seleccionado Nacional)
- Los Andes 5 - 1 Chacarita Juniors por el Campeonato Primera B Metropolitana 2013/2014 (goleada histórica contra Chacarita de local)
- Los Andes 3 - 1 Almagro por el Torneo de Primera B Metropolitana «Osvaldo Guerra» 2014 (partido donde se define el ascenso al Nacional)
- Los Andes 1 - 0 Atlético Tucumán por el Campeonato B Nacional 2015 (victoria de local contra el equipo que terminaría saliendo campeón)

## Datos

### Transporte público cercano
- Colectivos: 540 542 543 544 550
- Tren:  Lomas de Zamora

### Sectores
- Popular "Jorge Ginarte"
- Popular "Centenario"
- Popular "Familia Da Graca"
- Popular "Horacio Palacios"
- Platea sector "Agosti"
- Platea sector "Bernardi"
- Platea sector "De Grazia"

### Actividades en el estadio
- Hockey Femenino
- Running
- Boxeo
- Básquet
- Tenis
- Taekwondo
- Baby fútbol
- Futsal masculino
- Futsal femenino
- Patín
- Aérea Educativa